# Leptogium subaridum
Leptogium subaridum är en lavart som beskrevs av P. M. Jørg. & Goward. Leptogium subaridum ingår i släktet Leptogium och familjen Collemataceae.   Inga underarter finns listade i Catalogue of Life.